# EVOL
EVOL è un album del gruppo alternative rock statunitense Sonic Youth, pubblicato nel 1986 dalla SST Records. La copertina dell'album raffigura una immagine della pin-up Lung Leg, presa da un film di Richard Kern. L'album fa segnare il passaggio dall'originale noise rock del gruppo ad un approccio più marcatamente orientato al classic rock, pur mantenendo le sonorità classiche. Nella versione in vinile dell'album, la durata della traccia Expressway to Yr. Skull è indicata con il simbolo dell'infinito. Infatti la parte finale della traccia entra in loop, e porta la traccia teoricamente ad essere senza fine. La versione CD presenta una bonus track, la cover di Bubblegum di Kim Fowley.
Shadow of a Doubt è stata reinterpretata dalla band darkwave statunitense Black Tape for a Blue Girl nell'album del 2002 The Scavenger Bride.

## Tracce
1. Tom Violence – 3:05
2. Shadow of a Doubt – 3:32
3. Star Power – 4:48
4. In the Kingdom #19 – 3:24
5. Green Light – 3:46
6. Death to Our Friends – 3:16
7. Secret Girl – 2:54
8. Marilyn Moore – 4:04
9. Expressway to Yr. Skull (The Crucifixion of Sean Penn/Madonna, Sean and Me) – 7:19
10. Bubblegum (bonus track CD) – 2:49

## Formazione

### Gruppo
- Thurston Moore - voce, chitarra
- Lee Ranaldo - chitarra, voce
- Kim Gordon - basso, voce
- Steve Shelley - batteria

### Altri musicisti
- Mike Watt - basso in In the Kingdom #19 e Bubblegum